# 시라야마촌 (후쿠이현)
시라야마촌(白山村)은 후쿠이현 뉴군에 있던 촌이다. 현재의 에치젠시 북서쪽에 해당한다.

## 역사
- 1889년 4월 1일 - 정촌제 시행에 의해 25개 촌의 구역을 가지고 성립하였다
- 1959년 8월 1일 - 다케후시에 편입해, 동일 시라야마촌은 페지되었다.

## 참고문헌
- 角川日本地名大辞典 18 福井県